# Caucaea andigena
Caucaea andigena là một loài thực vật có hoa trong họ Lan. Loài này được (Linden & Rchb.f.) N.H.Williams & M.W.Chase mô tả khoa học đầu tiên năm 2001.